# Carex zhenkangensis
Carex zhenkangensis är en halvgräsart som beskrevs av Tang, Fa Tsuan Wang och S.Yun Liang. Carex zhenkangensis ingår i släktet starrar, och familjen halvgräs. Inga underarter finns listade i Catalogue of Life.